# اچ‌ام‌اس کینگ‌فیشر (۱۷۷۰)
اچ‌ام‌اس کینگ‌فیشر (۱۷۷۰) (به انگلیسی: HMS Kingfisher (1770)) یک کشتی بود که طول آن ۹۶ فوت ۸ ۱⁄۲ اینچ (۲۹٫۵ متر) بود. این کشتی در سال ۱۷۷۰ ساخته شد.